# Muzeum Narodowe Gambii
Muzeum Narodowe Gambii – muzeum, którego celem jest zachowanie i prezentacja dziedzictwa historycznego Gambii. Znajduje się w Bandżulu.

## Historia
W latach 60. XX wieku zaczęto gromadzenie zabytków i informacji o historii i kulturze Gambii i Afryki Zachodniej. Do powstania muzeum szczególnie przyczynili się: Bakari Sidibe, Abdoulie Bayo i Baba Ceesay. W 1970 roku powstało Stowarzyszenie Przyjaciół Muzeum Narodowego. Podstawą do stworzenia instytucji stała się uchwalona w 1974 roku ustawa o zabytkach (Monument and Relics Act). Zadaniem muzeum jest gromadzenie, konserwacja i prezentacja zabytków kultury materialnej Gambii.
Muzeum zostało otwarte 18 lutego 1985 przez prezydenta Gambii Dawda Kairaba Jawara w ramach obchodów 20. rocznicy niepodległości Gambii. Mieści się w kolonialnym budynku z lat 20. XX wieku, w którym działał dostępny tylko dla białych Klub Bathurst. Potem umieszczono w nim British Council Library, która stała się początkiem Biblioteki Narodowej Gambii.

## Zbiory
Budynek muzeum jest jednopiętrowy. Zbiory zostały podzielone na trzy działy: historyczny, etnograficzny i archeologiczny. Na parterze umieszczono zbiory związane z historią Bandżulu. W piwnicy znalazły się instrumenty muzyczne, a na pierwszym piętrze zbiory archeologiczne z terenu Afryki Zachodniej i Gambii.
W latach 60.–80. XX wieku Bakari Sidibe nagrywał wywiady z najstarszymi mieszkańcami Gambii. W muzeum jest przechowywanych około 6000 nagrań, które przeprowadził na terenie Gambii, Senegalu i Gwinei Bissau.

## National Centre for Arts and Culture
W grudniu 1989 roku parlament powołał The National Centre for Arts and Culture (NCAC). Jego zadaniem jest ochrona, promocja i rozwój kultury i sztuki Gambii. NCAC zarządza istniejącymi muzeami i ma prawo tworzenia nowych. 